# Dornier Do 26

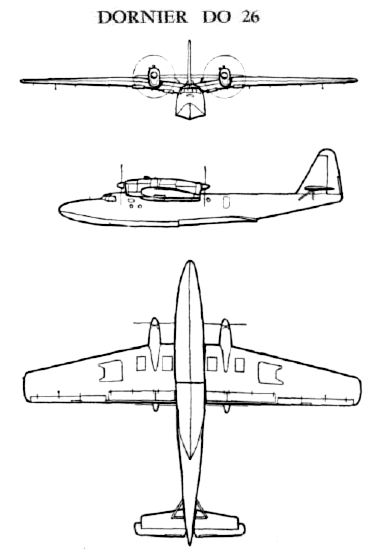
Схематичне зображення летючого човна Dornier Do 26

Дорньє Do 26 (нім. Dornier Do 26) — німецький чотиримоторний суцільнометалевий летючий човен з крилами типу «чайка», розроблений наприкінці 1930-х років німецькою авіабудівною компанією Dornier Flugzeugwerke. З екіпажем їх чотирьох чоловіків літак призначався для трансокеанських поштових перевезень, зокрема для доставки 500 кг пошти на маршруті Лісабон — Нью-Йорк. Але, з початком Другої світової війни діяв як морський розвідник-патрульний літак. У разі необхідності він перевозив до вісімнадцяти пасажирів.

## Історія

### Конструкція
У середині 30-х років комбінація ширококорпусного човна зі спонсонами і змонтованого на пілоні крила була своєрідною візитною карткою «Дорньє», і дебют Do 26 у 1938 році виявився сюрпризом, оскільки цей човен, що літав, не мав нічого спільного з попередніми літаками фірм.
Робота над проєктом Do 26 почалася в 1936 році, після обговорення з Люфтганзою специфікацій до нового гідролітаку, здатного здійснювати безпосадкові перельоти за маршрутом Лісабон — Нью-Йорк. Вперше Дорньє використовував вільнонесуче крило, центроплан якого виконувався як єдине ціле з корпусом човна. Центроплан мав велике поперечне V, на його кінцях кріпилися тандемом по парі двигунів, дизельних Junkers Jumo 205C. Задні (штовхаючі) двигуни могли повертатися вгору на 10° під час зльоту та посадки, щоб запобігти контакту між трилопатевим пневматичним гвинтом і водяними бризками, створюваними передніми гвинтами.
Хвостове оперення мало звичайну конструкцію і складалося з горизонтального оперення та одного вертикального оперення з кермом. Консоль крила дозволяла прибирати до неї стабілізуючі поплавці. Фюзеляж прямокутного перерізу мав звичайні для Дорньє два редани і ділився на вісім водонепроникних відсіків, забезпечуючи розміщення чотирьох членів екіпажу та 500 кг пошти.
Дальність польоту Do 26 визначалася 5800 км, а при використанні попутного вітру могла досягати 9000 км.

### Застосування
У 1937 році Deutsche Luft Hansa замовила три літаки Do 26, які були розроблені для запуску за допомогою катапульти зі спеціальних суден постачання для цілей трансатлантичної повітряної пошти. Перший, Do 26A D-AGNT V1 «Морський орел» (нім. Seeadler) вперше піднявся в небо 21 травня 1938 року; D-AWDS V2 «Морський сокіл» (нім. Seefalke) — 23 листопада 1938 року, пілотований борткапітаном Егоном Фатхом. Обидва були завершені та передані Deutsche Lufthansa до початку Другої світової війни. Через спротив Сполучених Штатів німецька авіакомпанія не змогла експлуатувати ці літаки на запланованому трансатлантичному маршруті; натомість у 1939 році їх використовували для перевезення повітряної пошти між Батерстом і Наталом на південноатлантичному маршруті. Третій літак, Do 26B D-ASRA «Чайка» (нім. Seemöwe), було завершено незадовго до початку Другої світової війни.
На початку Другої світової війни усі три літаки Deutsche Lufthansa були передані на військову службу як P5+AH, P5+BH і P5+CH відповідно.
Три інші літаки Do 26 (V4 — V6) були побудовані як Do 26C для Люфтваффе з більш потужними двигунами Junkers Jumo 205D потужністю 648 кВт (880 к.с.); оригінальні три літаки були аналогічно переобладнані для військової служби. Озброєння складалося з однієї 20-мм гармати MG 151/20 і трьох 7,92-мм (0,312 дюйма) кулеметів MG 15.
Спочатку передані до складу 406-ї берегової авіаційної групи (нім. KüFlGr, Küstenfliegergruppe) (пізніше 506-ї), Do 26 брали участь у Норвезькій кампанії у квітні та травні 1940 року, транспортуючи припаси, війська та поранених до та з ізольованих німецьких сил, що билися біля Нарвіка під командуванням генерала Едуарда Дітля. Під час цієї кампанії три з них були втрачені.

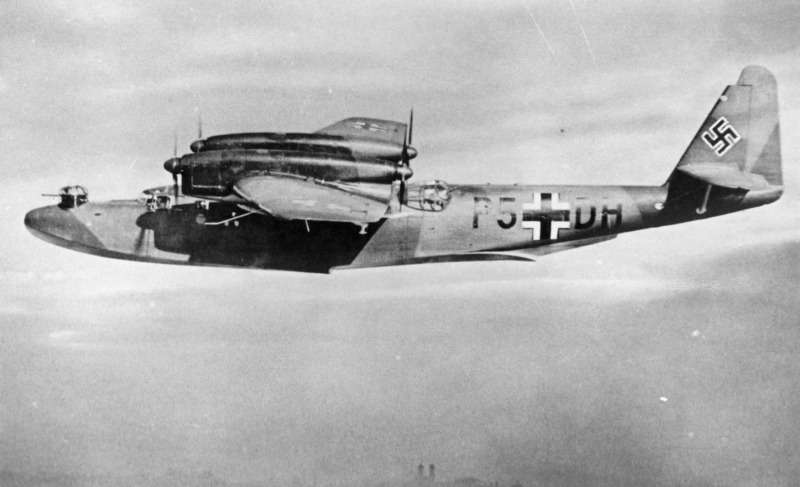
Летючий човен Dornier Do 26V-2 у польоті

16 листопада 1940 року V5 був втрачений, загинув весь екіпаж, після того, як був запущений вночі з корабля-катапульти Friesenland у Бресті, Франція. Доля V4 і V6, які в 1944 році все ще перебували у випробувальному підрозділі (нім. Erprobungsstelle) в Травемюнде, залишається невідомою.

## Літаки, схожі за призначенням, ТТХ та епохою застосування
| - Short Sunderland - Short Seaford - CANT Z.506 Airone - Fiat RS.14 - Macchi M.C.100 - Dornier Do 18 - Dornier Do 24 - Heinkel He 115 - Heinkel He 115 - АНТ-44 - Boeing 314 Clipper - Curtiss SO3C Seamew | - Consolidated PBY Catalina - Consolidated PB2Y Coronado - Consolidated XP4Y Corregidor - Martin JRM Mars - Latécoère 300 - Latécoère 611 - Lioré et Olivier LeO H-246 - Potez-CAMS 141 - Kawanishi H6K - Yokosuka H5Y - Yokosuka H7Y |